# Ángel Jiménez Gallego
Ángel Jiménez Gallego, más conocido como Ángel Jiménez (Maracena, 22 de junio de 2002), es un futbolista español que juega de portero en la S. D. Ponferradina de la Primera Federación.

## Carrera deportiva
Ángel dio sus primeros pasos como futbolista en la U. D Maracena, equipo de su pueblo natal, hasta que en la temporada 2013/14 recaló en las filas del Granada CF a la edad de alevín, subiendo escalafones en las categorías inferiores hasta llegar a su último año de juvenil, perteneciendo al primer equipo juvenil de división de honor y entrenando en el equipo filial. 
Debutó como profesional, con el Granada, con tan sólo 18 años, el 8 de noviembre de 2020, en un partido de la Primera División frente a la Real Sociedad, después de que los dos porteros de la primera plantilla del Granada, así como otros futbolistas, quedasen aislados por un brote de COVID-19 ocasionado en el viaje del Granada a Nicosia para un partido de la UEFA Europa League 2020-21. Pese a la derrota de su equipo (2-0), Ángel realizó una buena actuación con varias paradas de mérito, incluyendo un penalti detenido al delantero txuriurdin Willian José. En este partido se convirtió en el futbolista más joven en debutar con el Granada en Primera División, con 18 años, 4 meses y 16 días.
El 15 de noviembre de 2020 debutó con el Recreativo Granada, en un partido de la Segunda División B frente al Real Murcia.
En 2023 fichó por la S. D. Ponferradina de la Primera Federación.

## Clubes
| Club               | País   | Año       | Partidos | Goles |
| ------------------ | ------ | --------- | -------- | ----- |
| Granada C. F.      | España | 2020-2022 | 1        | 0     |
| Recreativo Granada | España | 2020-2023 | 31       | 0     |
| S. D. Ponferradina | España | 2023-     | 5        | 0     |